# Botschaft Venezuelas in Washington, D.C.

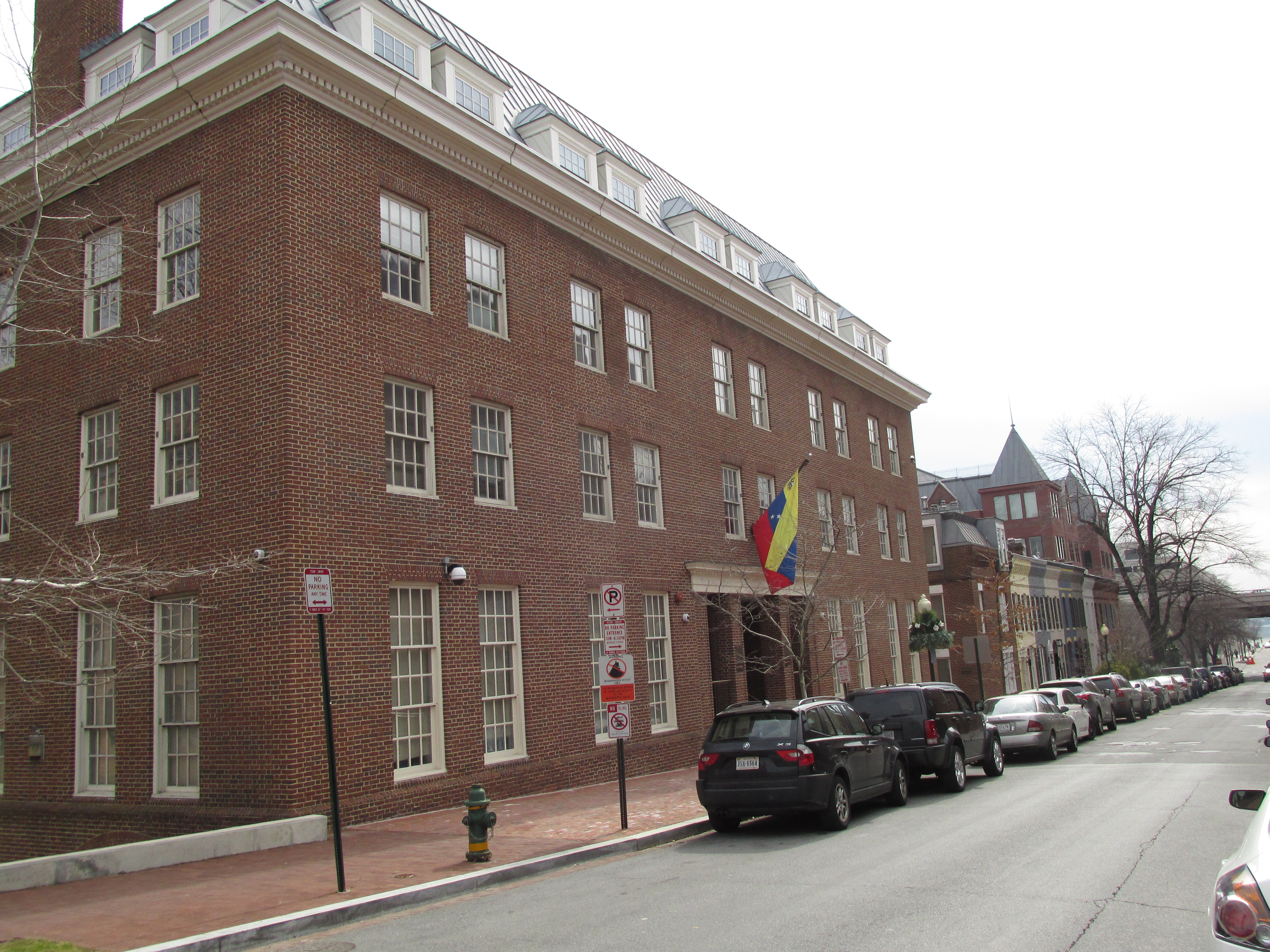
Die Botschaft Venezuelas in Washington, D.C.

Die Botschaft Venezuelas in Washington, D.C. ist die diplomatische Vertretung von Venezuela in den Vereinigten Staaten. Sie hat ihren Sitz an der Adresse 1099 30th Street im Stadtteil Georgetown. Daneben gibt es noch eine militärische Vertretung Venezuelas, die ihren Sitz an der Adresse 2409 California St. hat.
Während der Verfassungskrise in Venezuela von 2019, die auch zu einer diplomatischen Krise zwischen den USA und Venezuela geführt hat, sollte die Botschaft für 30 Tage als Interessenvertretung fungieren. Sollte in dieser Frist keine Lösung der Krise gefunden werden, soll die Botschaft durch eine Interessenvertretung eines befreundeten Staates ersetzt werden. Gleichzeitig wurde damit begonnen, das Botschaftspersonal abzuziehen. Der Oppositionelle Juan Guaido, welcher von der US-Regierung als offizieller Präsident anerkannt wurde, ernannte Carlos Vecchio als Botschafter, welche die Botschaft von 2019 bis 2023 führte. Am 23. Januar 2023 wurde der Botschaftsbetrieb geschlossen, weil die oppositionellen Abgeordneten die Zeit der Interimsregierung unter Guaido beendeten.